# Plutarh
Plutarh (Heroneja, oko 46. – Delfi, 127.) bio je starogrčki povjesničar, biograf i esejist.
Rođen je u gradiću Heroneji u grčkoj pokrajini Beotiji vjerojatno za vrijeme vladanja rimskog cara Klaudija. Plutarh je proputovao čitavo Sredozemlje uključujući i dva putovanja u Rim. Imao je velik broj utjecajnih rimskih prijatelja, a među njima i dvojicu važnih rimskih Senatora: Soscija Senecija i Fundana kojima je posvetio neka od kasnijih djela. Najveći dio života proveo je u Heroneji, bio je posvećen misterijama grčkoga boga Apolona. Njegove dužnosti starijeg od dvojice Apolonovih svećenika u proročištu u Delfima (gdje je bio odgovoran za interpretiranje Pitijinih proricanja) očigledno mu nisu oduzimale mnogo vremena, vodio je vrlo aktivan društveni i građanski život i napisao veliki broj spisa od kojih su mnogi sačuvani do danas.
Za njega se veže poznata rečenica: Um nije posuda koju treba napuniti, nego vatra koju treba rasplamsati.

## Magistrat i ambasador
Osim dužnosti svećenika Delfskog hrama, Plutarh je bio i magistrat Heroneje i često je predstavljao svoj zavičaj u raznim misijama u stranim zemljama u svojim ranim zrelim godinama. Njegov prijatelj Lucije Mestrije Flor, rimski konzul, pomogao je Plutarhu da dobije rimsko građansko pravo, a prema kroničaru iz 10. stoljeća, Georgiju Sinkelu, car Hadrijan ga je imenovao u poznim godinama za prokuratora provincije Ahaje na Peloponezu. Ovaj mu je položaj davao pravo da nosi odjeću i ukrase samog konzula. Srednjovjekovna Bizantska enciklopedija Suda tvrdi da ga je Hadrijanov nasljednik Trajan imenovao za prokuratora Ilirika, ali većina povjesničara to smatra malo vjerojatnim, jer Ilirik nije bila provincija kojom je upravljao prokurator.

## Usporedni životopisi
Njegovo najpoznatije djelo je Usporedni životopisi, niz biografija poznatih Grka i Rimljana, usporedno prikazanih kako bi se istaknule njihove zajedničke moralne vrijednosti i mane. Sačuvani "životi" čine dvadeset tri para biografija, a svaki par predstavljao je jednu grčku i jednu rimsku ličnost, kao i četiri samostalne neparne biografije. Kako objašnjava u prvom poglavlju "Života Aleksandra Velikog", Plutarha nije zanimalo pisanje povijesti kao takve, već ga je zanimalo da istraži utjecaj karaktera, dobrog ili lošeg, na život i sudbinu poznatih ljudi. Neki od najinteresantnijih "životopisa", primjerice Heraklov i Filipa II. Makedonskog nisu sačuvani.

### Aleksandrov život
Njegov „Aleksandrov život“ je jedan od pet preživjelih tercijarnih izvora o makedonskom osvajaču i kralju u kojem se navode anegdote i opisi događaja koji se nigdje drugdje ne pojavljuju. Njegov opis Nume Pompilija, drugog od sedam rimskih kraljeva, također sadrži jedinstvene informacije o ranom rimskom kalendaru.

### O Arhimedu
Jedan od klasičnih tekstova u kojem Plutarh otvoreno izražava stav o relativnoj vrijednosti teorijskih i praktičnih istraživanja je Život Marcellusa. Plutarh opisuje kako su Arhimedovi mehanički izumi držali rimsku vojsku u šahu tijekom opsade Sirakuze 212. pr. Kr. i izražava teorijski i praktični opis Arhimedove genijalnosti. Prema Plutarhu:
Nakon nabrajanja Arhimedovih inženjerskih postignuća, Plutarh zaključuje:
Valja uočiti da Plutarh ne citira izravno Arhimeda, već mu pripisuje neke stavove. Plutarh nije bio inženjer, već dobrostojeći građanin, znanstvenik zainteresiran za povijest i filozofiju, blizak platonizmu. Vjerojatno nije daleko od istine da je Arhimed iznad svega cijenio svoje matematičko djelo. Priča o Arhimedovoj želji za nadgrobni spomenik možda nije istinita, ali imamo li na umu njegova izvanredna matematička postignuća, ne bi nas trebalo iznenaditi da je htio biti upamćen upravo po njima.
S druge strane, kada Plutarh zaključuje da je Arhimed otvoreno prezirao svako umijeće koje služi životnim potrebama, možemo posumnjati da tu izranjaju Plutarhove vlastite platoničke predrasude. Izvještaji koji povezuju Arhimeda s mehaničkim napravama poput po njemu nazvana vijka (naprave za podizanje vode za koju se kaže da ju je izumio tijekom posjete Egiptu) i složena koloturnika (učinkovitost koje je navodno pokazao sam vukući natovaren brod) su možda nakićeni, ali posve sigurno pokazuju da Arhimed nije bio zainteresiran samo za teorijsku stranu mehaničkih problema, već i za onu praktičnu. Arhimedova objavljena djela su apstraktna i filozofska, no čak i ako mnogo toga njemu pripisanog odbacimo kao legendu, on se je vjerojatno bavio inženjerskom tehnikom i praktičnim postignućima. Navodno je svoje poznavanje mehanike koristio u doba rata i u tom je smislu djelovao kao antički inženjer (architecton), kojeg je jedno od područja djelovanja bilo vojno inženjerstvo.
Plutarh je prilično sigurno pretjerao prikazujući Arhimedov prijezir prema inženjerstvu, ako ga i nije u cijelosti krivotvorio. Ipak je znakovito što takve stavove nalazimo u djelu Život Marcellusa, neovisno o tome pripadaju li više Plutarhu nego samom Arhimedu. U stavovima obrazovane elite kojoj pripada Plutarh općenito nalazimo kombinaciju prijezira prema životu inženjera i nepoznavanja njegova djela. Takav stav, kojeg su snažno podupirali Platon i Aristotel, prevladava među autorima iz svih razdoblja antike.

## Druga djela

### Moralije
Ostatak njegovih preživjelih radova je sakupljen pod naslovom Moralia (slobodno prevedeno kao "Običaji"). To je eklektička zbirka 78 eseja i prepisanih govora, među kojima su: O Sudbini ili vrlina Aleksandra Velikog, važan dodatak njegovom "Životu", "O obožavanju Izide i Ozirisa" (ključni izvor informacija o egipatkskim vjerskim ritualima), i "O Herodotovoj zlonamjernosti" (što je možda retorička vježba, kao i pripovijetke o Aleksandrovim dostignućima), u kojima Plutarh kritizira ono što smatra sustavnom pristranošću u Herodotovim djelima. Među radovima su i više filozofske rasprave, kao što je "O opadanju proročišta", "O odlaganju božanske kazne", "O miru duše", te lakše teme, kao što su "Odisej i cvrčak", duhoviti dijalog između Homerovog Odiseja i jedne od Kirkinih začaranih svinja. "Moralije" su pisane ranije dok su "Životopisi" nastali uglavnom u posljednja dva desetljeća Plutarhovog života.
Nekoliko je nepoznatih autora napisalo niz pseudoepigrafija koje su se pripisivale Plutarhu. Neke inačice "Moralija" uključuju i nekoliko radova za koje se danas zna da su pseudoepigrafije: među njima su "Životi deset govornika" (biografije Deset govornika antičke Atene, temeljene na "Učenjima filozofa" Cecilija iz Kalakte) i "O glazbi". Iza ovih različitih spisa vjerojatno stoji jedan autor. Iako ovi tekstovi nisu Plutarhovi i potječu iz nešto kasnijeg razdoblja, ona su podrijetlom antička i imaju povijesnu vrijednost.

### Quaestiones
Par zanimljivih manjih djela su "Pitanja" (Quaestiones), jedno o manje važnim detaljima rimskih navika i kultova, jedno o grčkim.

## Utjecaj
Plutarhovi su spisi imali ogroman utjecaj na englesku i francusku književnost. William Shakespeare je u svojim dramama često citirao i obilno parafrazirao prijevode nekoliko Plutarhovih životopisa. Ralph Waldo Emerson i transcendentalisti bili su pod velikim utjecajem "Moralija" (Emerson je napisao sjajan uvod za izdanje "Moralija" u pet svezaka u 19. stoljeću). James Boswell je navodio Plutarhove misli o načinu pisanja o životima u svom djelu "Život Samuela Johnsona". Njegovi obožavatelji su bili i Ben Jonson, John Dryden, Alexander Hamilton, John Milton i sir Francis Bacon, kao i Cotton Mather, Robert Browning i Michel de Montaigne (čiji su "Eseji" inspiraciju i ideje crpli iz Plutarhovih „Moralija“).